# The Resolution
The Resolution è un singolo del gruppo alternative rock californiano Jack's Mannequin, il primo tratto da loro secondo album The Glass Passenger.
La canzone ha raggiunto la posizione 17 nella classifica Billboard Hot Modern Rock Tracks.